# Azorella macquariensis
Azorella macquariensis, također poznata kao Macquarie azorella, vrsta je biljke jastučića endemske za australski subantarktički otok Macquarie. Sve do 1989. godine, kada je opisana kao zasebna vrsta, smatralo se da se radi o šire rasprostranjenoj vrsti Azorella selago.

## Opis
Azorella macquariensis je višegodišnja jastučasta biljka. Jedinke oblikuju jastuke i prostirke koje mogu varirati u veličini od nekoliko centimetara do nekoliko metara u promjeru i do 60 cm visine. To je ključna vrsta koja dominira Macquariejevim feldmark staništem, u kojem je jedina vaskularna biljka koja čini glavnu strukturnu komponentu vegetacije. Zajednica feldmark pokriva oko polovicu otoka u vjetrovima najizloženijim područjima visoravni oko 200-400 m nadmorske visine. Biljka cvjeta od prosinca do veljače, a plodonosi od siječnja do travnja. Zimi (od lipnja do kolovoza) postaje smeđa i prestaje rasti.

## Status zaštite
Azorella macquariensis pretrpjela je katastrofalan pad zbog odumiranja iz nepoznatih uzroka, prvi put primijećena u prosincu 2008., te se smatra ugroženom.

## Reference
- Orchard, A.E. 1989. Azorella Lamarek (Hydrocotylaceae) on Heard and Macquarie Islands. Muelleria. 7: 16–18
- Azorella macquariensis – Macquarie cushions (PDF). Tasmanian Threatened Species Notesheet. Department of Primary Industries and Water, Tasmania. 2009. Pristupljeno 22. rujna 2010.